# Виры (Брестская область)
Виры (бел. Віры) — деревня в Дрогичинском районе Брестской области Беларуси. Входит в состав Именинского сельсовета.

## География
Деревня находится в южной части Брестской области, при автодороге Н-658, на расстоянии приблизительно 13 километров (по прямой) к западу от города Дрогичина, административного центра района. Абсолютная высота — 147 метров над уровнем моря. Площадь населённого пункта — 0,267 км².

## История
В письменных источниках начинает упоминаться начиная с XVIII века.
По состоянию на 1905 год, в Вирах проживало 215 человек. В административном отношении деревня входила в состав Именинской волости Кобринского уезда Гродненской губернии.
Согласно Рижскому мирному договору (1921), деревня вошла в состав межвоенной Польши, являлась частью гмины Именин Дрогичинского повета Полесского воеводства. В 1921 году числился 151 житель, проживавший в 33 домах. В этническом составе населения того периода белорусы составляли 97,4 %, евреи — 2 %, немцы — 0,6 %. В конфессиональном составе населения преобладали православные христиане (97,4 %), иудеи (2 %) и католики (0,6 %).
С 1939 года в БССР, с 1940 по 1960 годы в составе Первомайского сельсовета Антопольского района. В 1959 году населённый пункт Дрогичинского района.

## Население
По данным переписи 2019 года, в деревне проживало 34 человека.
| Год  | Население, человек |
| ---- | ------------------ |
| 1858 | 110                |
| 1905 | ↗ 215              |
| 1921 | ↘ 151              |
| 1939 | ↗ 238              |
| 1959 | ↘ 227              |
| 1970 | ↘ 185              |
| 1995 | ↘ 82               |
| 2005 | ↘ 67               |
| 2009 | ↘ 43               |
| 2019 | ↘ 34               |